# Vanegas
Vanegas es una localidad del estado mexicano de San Luis Potosí, cabecera del municipio homónimo.

## Geografía
Se encuentra en la ubicación 23°53′1″N 100°57′0″O / 23.88361, -100.95000, a una altura aproximada de 1740 m s. n. m.
La zona urbana ocupa una superficie de 1.101 km².

## Demografía
Según los datos registrados en el censo de 2020, la población de Vanegas es de 2484 habitantes, lo que representa un decrecimiento promedio de -0.95% anual en el período 2010-2020 sobre la base de los 2728 habitantes registrados en el censo anterior. Al año 2020 la densidad poblacional era de 2256 hab/km².
| Gráfica de evolución demográfica de Vanegas entre 2000 y 2020     |
|                                                                   |
| Fuente: Instituto Nacional de Estadística Geografía e Informática |

La población de Vanegas está mayoritariamente alfabetizada, (3.10% de personas mayores de 15 años analfabetas, según relevamiento del año 2020), con un grado de escolaridad en torno a los 8.5 años. Solo el 0.64% de la población se reconoce como indígena. 

El 89.2% de los habitantes de Vanegas profesa la religión católica.
En el año 2010 estaba clasificada como una localidad de grado medio de vulnerabilidad social. Según el relevamiento realizado, 881 personas de 15 años o más no habían completado la educación básica, —carencia conocida como rezago educativo—, y 493 personas no disponían de acceso a la salud.